# Horonobe
Horonobe (jap. 幌延町, -chō) ist eine Kleinstadt im Landkreis Teshio in der Unterpräfektur Sōya auf Hokkaidō.

## Etymologie
Der Name Horonobe stammt aus dem Ainu, entweder von poro-nutap ‚großer Landvorsprung (i. S. v. Flussbiegung)‘ oder poro-nup ‚große Ebene‘.

## Geografie
Auf der Stadtgrenze zu Nakatombetsu befindet sich der Berg Shirikoma-dake (知駒岳). Auf diesem ist eine Sendeantenne für Radio, analoges und digitales Fernsehen installiert. Im Westen wird das Stadtgebiet durch das Japanische Meer begrenzt.
Horonobe wird von den Flüssen Teshio (天塩川, -gawa), Sarobetsu (サロベツ川, -gawa), Onoppunai (雄信内川, -gawa) und Toikambetsu (問寒別川, -gawa) durchflossen. Am Unterlauf des Sarobetsu befindet sich die Kami-Sarobetsu-Grasebene (上サロベツ原野, kami Sarobetsu gen’ya) die zum Rishiri-Rebun-Sarobetsu-Nationalpark gehört. Innerhalb dieser Ebene befinden sich im Stadtgebiet die Seen Panke-numa (パンケ沼), Penke-numa (ペンケ沼) und Naganuma (長沼).

## Geschichte
Der Ursprung von Horonobe liegt in einer Ansiedlung von 15 Haushalten aus Fukui im Jahre 1899 am Unterlauf des Sarobetsu. Es entstanden die landwirtschaftlichen Güter namens Hongan-ji, Teshio und Hokke-shū. 1903 erfolgt die Einteilung als zwei Ortsteile des Dorfes Teshio. Das Gebiet gehörte damals zur Unterpräfektur Rumoi. 1907 siedelten sich auf der Flussebene des Toikambetsu 339 Haushalte mit 934 Personen aus Aichi an. Am 1. April 1909 wurde Horonobe als Dorfgemeinde (幌延村, -mura) aus Teshio ausgemeindet. 1910 zog der buddhistische Tempel Chōō-ji (長応寺) von Tokio nach Horonobe. Am 1. April 1919 verschmilzt Horonobe mit Saru (沙流村, -mura) und wird zur Gemeinde 2. Klasse ernannt. Bei der ersten Volkszählung 1920 wurden für Horonobe 988 Haushalte mit 5.349 Personen gezählt. 1935 wird eine Eisenbahnlinie zwischen Horonobe und Toikambetsu eröffnet. Am 1. September 1940 wird das frühere Saru wieder ausgemeindet und erhält den Namen Toyotomi. Die Einwohnerzahl sinkt auf 826 Haushalte mit 4.852 Personen. Am 1. September 1960 erfolgte die Ernennung zur Chō. Zu diesem Zeitpunkt hatte Horonobe 1.502 Haushalte mit 7.432 Personen.
Zum 1. April 2010 wurde die Gemeinde der Unterpräfektur Sōya zugeordnet.

## Sehenswürdigkeiten
Sehenswürdigkeiten sind der Rishiri-Rebun-Sarobetsu-Nationalpark. In der Stadt befindet sich der buddhistische Tempel Chōō-ji aus dem 15. Jahrhundert der in Tokio abgebaut und hier wieder aufgebaut wurde. Ein weiterer touristischer Anziehungspunkt ist eine Rentier-Ferienranch.

## Verkehr

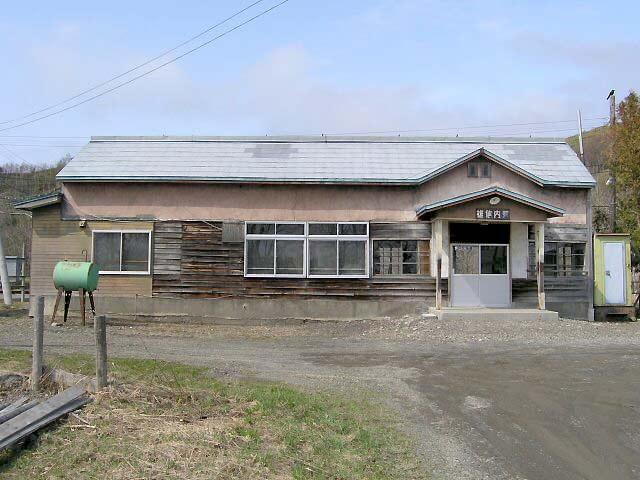
Bahnhof Onoppunai

Horonobe hat Anschluss an die Nationalstraße 40 nach Asahikawa und Wakkanai und die Nationalstraße 232 nach Teshio und Rumoi. Präfekturstraßen die die Ortsgrenzen durchqueren sind die Präfekturstraßen 84, 106, 121, 256, 302, 395, 541, 583, 645, 785 und 972.
Zugang zum Schienennetz besitzt Horonobe durch die Sōya-Hauptlinie von JR Hokkaido nach Asahikawa und Wakkanai mit den Bahnhöfen/Haltepunkten Toikambetsu (問寒別駅, -eki), Nukanan (糠南駅, -eki), Kami-Onoppunai (上雄信内駅, -eki; am 1. Juli 2001 geschlossen), Onoppunai (雄信内駅, -eki), Yasuushi (安牛駅, -eki), Minami-Horonobe (南幌延駅, -eki), Horonobe (幌延駅, -eki), Minami-Shimonuma (南下沼駅, -eki; am 18. März 2006 geschlossen) und Shimonuma (下沼駅, -eki).
Der Bahnhof Horonobe war Endpunkt der 1987 vollständig eingestellten Haboro-Linie der staatlichen JNR nach Rumoi. Die Haboro-Linie diente ursprünglich dem Kohletransport.

## Wirtschaft
Hauptwirtschaftszweige von Horonobe ist die Milchwirtschaft mit 11.000 Kühen innerhalb der Gemeindegrenzen. Zudem befindet sich Horobobe ein Werk des Molkereiunternehmens Yukijirushi Nyūgyō.

## Bildung
In Teshio befindet sich die Grundschule Horonobe, die Mittelschule Horonobe und kombinierte Grund- und Mittelschule Toikambetsu.

## Ökologie
Bei Untersuchungen des Tiefen-Grundwassers von Horonobe wurden einige sehr spezielle Archaeen gefunden und nach der Örtlichkeit benannt:
- Methanosarcina horonobensis[4]
- Methanoculleus horonobensis (Methanomicrobia, Euryarchaeota)[5][6]
- Metagenomik-Datan zu  Candidatus Altiarchaeum sp. HURL_250 (Altiarchaeota)[7] (HURL meint Horonobe Underground Research Laboratory[8])
- Metagenomik-Daten zu Candidatus Altiarchaeales archaeon HGW-Altiarchaeales-1, 2 und 3 (Altiarchaeota)[9] (HGW meint „Horonobe Ground Water“)

## Angrenzende Städte und Gemeinden
- Unterpräfektur Rumoi:
  - Teshio
- Unterpräfektur Sōya:
  - Nakatombetsu
  - Hamatombetsu
  - Sarufutsu
  - Toyotomi
- Unterpräfektur Kamikawa:
  - Nakagawa